# Становский
Ста́новский — хутор в Алексеевском районе Волгоградской области России. Входит в Рябовское сельское поселение.
Хутор расположен в 33 км юго-западнее станицы Алексеевской и в 10 км севернее хутора Рябовский.
Дороги грунтовые, хутор не газифицирован. Есть начальная школа.

## История
По состоянию на 1918 год хутор входил в Усть-Бузулуцкий юрт Хопёрского округа Области Войска Донского.